# Visconde de Ariz
Visconde de Ariz é um título nobiliárquico criado por D. Luís I de Portugal, por Decreto de 20 de Maio de 1880, em favor de António Joaquim Vieira de Magalhães, depois 1.º Conde de Ariz.
Titulares
1. António Joaquim Vieira de Magalhães, 1.º Visconde e 1.º Conde de Ariz.